# タンパク質構造データベース
生物学において、タンパク質構造データベース（タンパクしつこうぞうデータベース英: protein structure database）とは、実験的に決定されたさまざまなタンパク質構造をモデル化したデータベースのことである。ほとんどのタンパク質構造データベースの目的は、タンパク質構造を整理してアノテーション（注釈）を付け、生物学コミュニティに実験データに対する便利な方法でのアクセスを提供することである。タンパク質構造データベースに含まれるデータには、多くの場合、3次元座標のほか、X線結晶構造解析で決定された構造の単位格子の寸法や角度などの実験情報が含まれる。ほとんどのデータベース（この場合、タンパク質またはタンパク質の特定の構造決定）では配列情報も含まれていて、一部のデータベースでは配列に基づいた問い合わせを実行する手段も提供しているが、構造データベースの主な属性が構造情報であるのに対し、配列データベースは配列情報が中心で、ほとんどのエントリには構造情報は含まれていない。タンパク質構造データベースは、構造に基づく薬物設計などの計算生物学の多くの取り組みにおいて、計算手法の開発と、タンパク質の機能に関する洞察を得るために一部の手法で使用される大規模な実験データセットの提供の両面で、重要な役割を果たしている。

## 蛋白質構造データバンク（PDB）
蛋白質構造データバンク（PDB）は、実験的に決定されたすべてのタンパク質構造データの中央アーカイブとして1971年に設立された。現在、PDBは国際蛋白質構造データバンク (wwPDB)と呼ばれる国際コンソーシアムによって維持されている。wwPDBの使命は、世界中のコミュニティが自由に利用できる高分子構造データの単一のアーカイブを維持および公開することである。

## タンパク質構造データベースの一覧
上記のPDBは、データをパブリックドメインに公開するので、そのデータは他のさまざまなタンパク質構造データベースで利用されている。
タンパク質構造データベースには以下のような例がある（アルファベット順）。
Database of Macromolecular Movements高分子運動のデータベース（Database of Macromolecular Movements）は、タンパク質や他の高分子で発生する動きを、動画を中心に解説する。
Dynameomics既知のすべてのフォールドファミリーを代表するタンパク質の分子動力学シミュレーションと解析のデータウェアハウス。
JenaLibイエナ生体高分子ライブラリー（Jena Library of Biological Macromolecules）は、生体高分子の3次元構造に関する情報を、視覚化と解析に重点を置いて、よりよく普及させることを目的としている。
ModBase比較モデリングによって計算されたタンパク質の3次元モデルのデータベース。
OCAタンパク質の構造/機能に関するブラウザデータベース - OCAは、KEGG, OMIM, PDBselect, Pfam, PubMed, SCOP, SwissProtなどの情報を統合している。
OPM脂質二重層に対するタンパク質の3次元構造の空間的な位置を提供する。
PDBsumPDBSumは、PDBに登録されている高分子構造の概要を示し、各構造の分子と分子間の相互作用を模式的に示す。
PDBTM膜貫通型タンパク質のデータバンク - PDBの一部を選択している。
PDBWikiコミュニティによる注釈付きの生物学的分子構造の知識ベース。
ProtCIDタンパク質共通インタフェースデータベース（Protein Common Interface Database、ProtCID）は、相同タンパク質の結晶構造における類似したタンパク質間のインターフェースのデータベース。
ProteinNIHタンパク質データベースは、GenBank、RefSeq、Third Party Annotationの注釈付きコーディング領域からの翻訳や、SwissProt、PIR、PRF、PDBからの記録など、複数のソースからの配列コレクション。
Proteopediaタンパク質やその他の分子の共同的な3D百科事典である。PDBに登録されているすべてのエントリー（100,000ページ以上）を含むWikiで、機能部位やリガンドを強調表示するJmolビューを備える。使いやすいシーン・オーサリング・ツールを提供して、Jmolスクリプト言語を学ぶことなく、カスタマイズされた分子シーンを作成できる。Jmolでカスタムシーンを表示する説明文をグリーンリンクに簡単に添付できる。
ProteinLoungeタンパク質の構造やビジュアルを含む、商用のデータベース。タンパク質の合成経路や遺伝子配列などのツールも含む。
SCOPタンパク質立体構造分類データベース（Structural Classification of Proteins）は、構造がわかっているすべてのタンパク質間の構造的および進化的な関係を詳細かつ包括的に説明する。
SWISS-MODEL Repositoryホモロジーモデリングによって算出された、注釈付きのタンパク質モデルのデータベース。

## タンパク質構造データベースの一覧（アーカイブ）
PDB LiteOCAから派生したPDB Liteは、PDB内の高分子をできるだけ簡単に見つけて表示できるように提供された。(2021年5月現在、同サイトのドメインは存在していない)
TOPSANOpen Protein Structure Annotation Network - タンパク質の3次元構造に関する情報を収集、共有、配布するために設計されたWikiである。(2021年5月現在、同サイトのドメインは存在していない)